# Сукре (Сукре)
Сукре (исп. Sucre) — город и муниципалитет на севере Колумбии, на территории департамента Сукре. Входит в состав субрегиона Ла-Мохана.

## История
Поселение, из которого позднее вырос город, было основано в 1799 году. Муниципалитет Сукре был выделен в отдельную административную единицу в 1910 году.

## Географическое положение

Муниципалитет Сукре

Город расположен в юго-восточной части департамента, в пределах Прикарибской низменности, на правом берегу реки Мохана, на расстоянии приблизительно 88 километров к юго-востоку от города Синселехо, административного центра департамента. Абсолютная высота — 18 метров над уровнем моря.
Муниципалитет Сукре граничит на западе с территорией муниципалитета Сан-Бенито-Абад, на юге — с муниципалитетом Махагуаль, на севере и востоке — с территорией департамента Боливар. Площадь муниципалитета составляет 1110,54 км².

## Население
По данным Национального административного департамента статистики Колумбии, совокупная численность населения города и муниципалитета в 2015 году составляла 22 386 человек.
Динамика численности населения муниципалитета по годам:
| 2005   | 2006   | 2007   | 2008   | 2009   | 2010   | 2011   | 2012   | 2013   | 2014   | 2015   |
| ------ | ------ | ------ | ------ | ------ | ------ | ------ | ------ | ------ | ------ | ------ |
| 22 463 | 22 435 | 22 412 | 22 394 | 22 379 | 22 369 | 22 364 | 22 363 | 22 366 | 22 374 | 22 386 |

Согласно данным переписи 2005 года мужчины составляли 50,5 % от населения Сукре, женщины — соответственно 49,5 %. В расовом отношении белые и метисы составляли 72,89 % от населения города; негры, мулаты и райсальцы — 16,11 %, индейцы — 10,99 %, цыгане — 0,01 %.
Уровень грамотности среди всего населения составлял 82 %.

## Экономика
52,3 % от общего числа городских и муниципальных предприятий составляют предприятия торговой сферы, 33 % — предприятия сферы обслуживания, 13,9 % — промышленные предприятия, 0,8 % — предприятия иных отраслей экономики.